# Джиммі Говард
Джеймс «Джиммі» Говард (англ. James "Jimmy" Howard; 26 березня 1984, м. Огденсбург, США) — американський хокеїст, воротар. Виступає «Детройт Ред-Вінгс» за у Національній хокейній лізі.
Виступав за Університет Мена (NCAA), «Детройт Ред-Вінгс», «Гренд-Репідс Гріффінс» (АХЛ).
В чемпіонатах НХЛ — 145 матчів, у турнірах Кубка Стенлі — 23 матчі.
У складі національної збірної США учасник чемпіонату світу 2012 (5 матчів). У складі молодіжної збірної США учасник чемпіонату світу 2003. У складі юніорської збірної США учасник чемпіонату світу 2002.
Досягнення
- Переможець юніорського чемпіонату світу (2002)
- Учасник матчу всіх зірок НХЛ (2012).